# Xenia (Automarke)

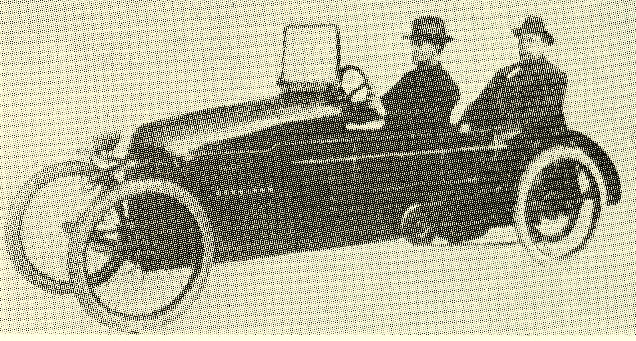
Xenia Cyclecar (1914)

Xenia war eine US-amerikanische Automarke. Konstrukteur war Paul E. Hawkins. Die Produktion fand im Jahre 1914 bei der Hawkins Cyclecar Company in Xenia (Ohio) statt.

## Beschreibung
Das einzige Modell wurde als Cyclecar bezeichnet, allerdings erfüllte es die Kriterien nicht. Der Wagen wurde von einem luftgekühlten V2-Motor von De Luxe angetrieben. 88,9 mm Zylinderbohrung und 93,218 mm Kolbenhub ergaben 1157 cm³ Hubraum. Der Motor leistete 13 bhp (9,6 kW). Die Kraftübertragung bestand aus einer unvorteilhaften Kombination von einem Planetengetriebe und Riemenantrieb. Die Karosserie bot zwei Personen hintereinander Platz.
Die ersten 25 Wagen wurden im August 1914 gefertigt. Einer bewältigte die Strecke von Xenia bis San Francisco ohne Panne, ein anderer gewann ein Cyclecar-Rennen in Columbus gegen einen O-We-Go und einen Scripps-Booth. Im Oktober 1914 wurde die Fertigung eingestellt, da man sich auf Grund des Ersten Weltkrieges keine Absatzchancen mehr ausrechnete. Mehr als die anfänglichen 25 Exemplare wurden offensichtlich nicht gefertigt.

## Modelle
| Modell   | Bauzeitraum | Zylinder | Leistung        | Radstand | Aufbauten        |
| -------- | ----------- | -------- | --------------- | -------- | ---------------- |
| Cyclecar | 1914        | 2 V      | 13 bhp (9,6 kW) | 2591 mm  | Roadster 2 Sitze |